# Lê Anh Xuân (nhà khoa học)
Lê Anh Xuân là một doanh nhân, nhà khoa học, tiến sĩ chuyên ngành nuôi trồng thủy sản người Việt Nam. Ông được biết đến với cái tên khác là "Bác sĩ tôm" vì những đóng góp của ông cho ngành nuôi trồng thuỷ sản nói chung và tôm giống nói riêng.
Năm 2018, Ông được tôn vinh "Nhà khoa học của nông dân" do Trung ương Hội Nông dân tổ chức. Ông được vinh danh ở khối doanh nghiệp khoa học công nghệ với các nghiên cứu chế phẩm vi sinh phục vụ cho ngành nuôi tôm.

## Tiểu sử
Lê Anh Xuân sinh ngày 19 tháng 5 năm 1976 tại Thanh Hóa. Tốt nghiệp Trường Đại học Thủy sản Vinh – Nha Trang năm 1999. Sau khi tốt nghiệp, Ông xin vào làm việc cho một công ty kinh doanh thuốc thú y thủy sản và về Bạc Liêu với vai trò là một kênh phân phối các chế phẩm vi sinh tại các tỉnh Đồng bằng sông Cửu Long. Năm 2004, ông thành lập công ty Trúc Anh.
Năm 2012, Lê Anh Xuân tốt nghiệp Thạc sĩ khoa học chuyên ngành công nghệ sinh học tại Đại học Bách khoa Hà Nội với đề tài: “Xây dựng quy trình nuôi tôm sạch sử dụng chế phẩm vi sinh thay thế hóa chất”. Nhằm đưa ra chủng vi sinh có đặc tính kháng khuẩn để xử lý bệnh cho ao tôm không dùng kháng sinh.
Được Tổng cục Thủy sản – Bộ Nông nghiệp và Phát triển nông thôn công nhận là tiến bộ khoa học kỹ thuật đầu tiên trong nuôi siêu thâm canh tôm thẻ chân trắng với “Quy trình nuôi tôm thẻ chân trắng siêu thâm canh 2 giai đoạn ít thay nước theo công nghệ Trúc Anh”, theo Quyết định 502/QĐ-TCTS-KHCN&HTQT ngày 3 tháng 5 năm 2017.
Ngày 30 tháng 12 năm 2020, Ông bảo vệ thành công luận án tiến sĩ “Nghiên cứu ứng dụng vi khuẩn Bacillus sp. đối kháng với Vibrio parahaemolyticus trong nuôi tôm công nghiệp” tại Đại học Cần Thơ. Ứng dụng nghiên cứu từ đề tài luận án Tiến sĩ của mình, Ông cho ra mắt sản phẩm Kill Para đặc trị gan tụy cấp, bệnh tôm chết sớm 01 tháng tuổi.

## Thành tích
- Doanh nhân tiêu biểu khối doanh nghiệp địa phương năm 2010[6].
- Đạt giải thưởng Lương Đình Của dành cho thanh niên sản xuất giỏi năm 2011[6].
- Năm 2013, Được tỉnh Bạc Liêu trao tặng bằng khen do có thành tích xuất sắc "Học tập và làm theo tấm gương đạo đức Hồ Chí Minh"[6].
- Năm 2014, nhận giấy khen Ủy viên Ủy ban Hội LHTN thành phố khoá V "đã có thành tích xuất sắc trong công tác hội và phong trào thanh niên thành phố nhiệm kỳ 2009-2014”[6].
- Doanh nhân tiêu biểu khu vực ĐBSCL năm 2014[6].